# Rechazo simple
El rechazo es un tipo de respuesta usado en control de errores.
Si se utiliza un protocolo basado en parada y espera y se recibe un NACK o no llega a tiempo el ACK, simplemente se vuelve a enviar la trama o paquete.
Si se utiliza un protocolo basado en ventana deslizante lo que se reenvía es todo lo que no haya sido confirmado.
Es un mecanismo fácil de implementar, pero con el inconveniente de que puede darse el caso de reenvíos de tramas que habían llegado bien, con el empeoramiento en el rendimiento del sistema que esto supone (por ejemplo, si de 20 tramas falla la última, el receptor envía un REJ 20 y el emisor envía 20 tramas)
Una ventaja de este sistema en escenarios con pocos errores es que no limita tanto el tamaño de la ventana (número de paquetes que se pueden enviar sin esperar confirmación por medio de un ACK) como la estrategia de ventana deslizante esto perjudica tanto para el que lo recibe como para el que lo da.
- Datos: Q1709294